# خانه دائی‌زاده
خانه دائی زاده مربوط به دوره قاجار است و در شهرستان برخوار، بخش برخوار، شهر دستگرد، ۲۰ متری بسیج، پلاک ۳۸ واقع شده و این اثر در تاریخ ۱۶ دی ۱۳۸۷ با شمارهٔ ثبت ۲۴۴۴۶ به‌عنوان یکی از آثار ملی ایران به ثبت رسیده است.